# هاراخوف
هاراخوف هي بلدة تقع في مقاطعة يابلونتس ناد نيسو، إقليم ليبيريتس في جمهورية التشيك بالقرب مع الحدود مع بولندا، يبلغ عدد سكان البلدة حوالي 1300 نسمة.